# Волнога
Волнога — деревня в Калязинском районе Тверской области. Входит в состав Нерльского сельского поселения.

## География
Находится в юго-восточной части Тверской области на расстоянии приблизительно 16 км на юг-юго-запад по прямой от районного центра города Калязин на левом берегу реки Нерль у устья реки Волнушка.

## История
Была отмечена на карте 1825 года. В 1859 году здесь (тогда деревня Калязинского уезда Тверской губернии) было учтено 36 дворов, в 1941 — 40.

## Население
Численность населения: 230 человек (1859 год), 19 (русские 100 %) в 2002 году, 18 в 2010.